# Långshyttan

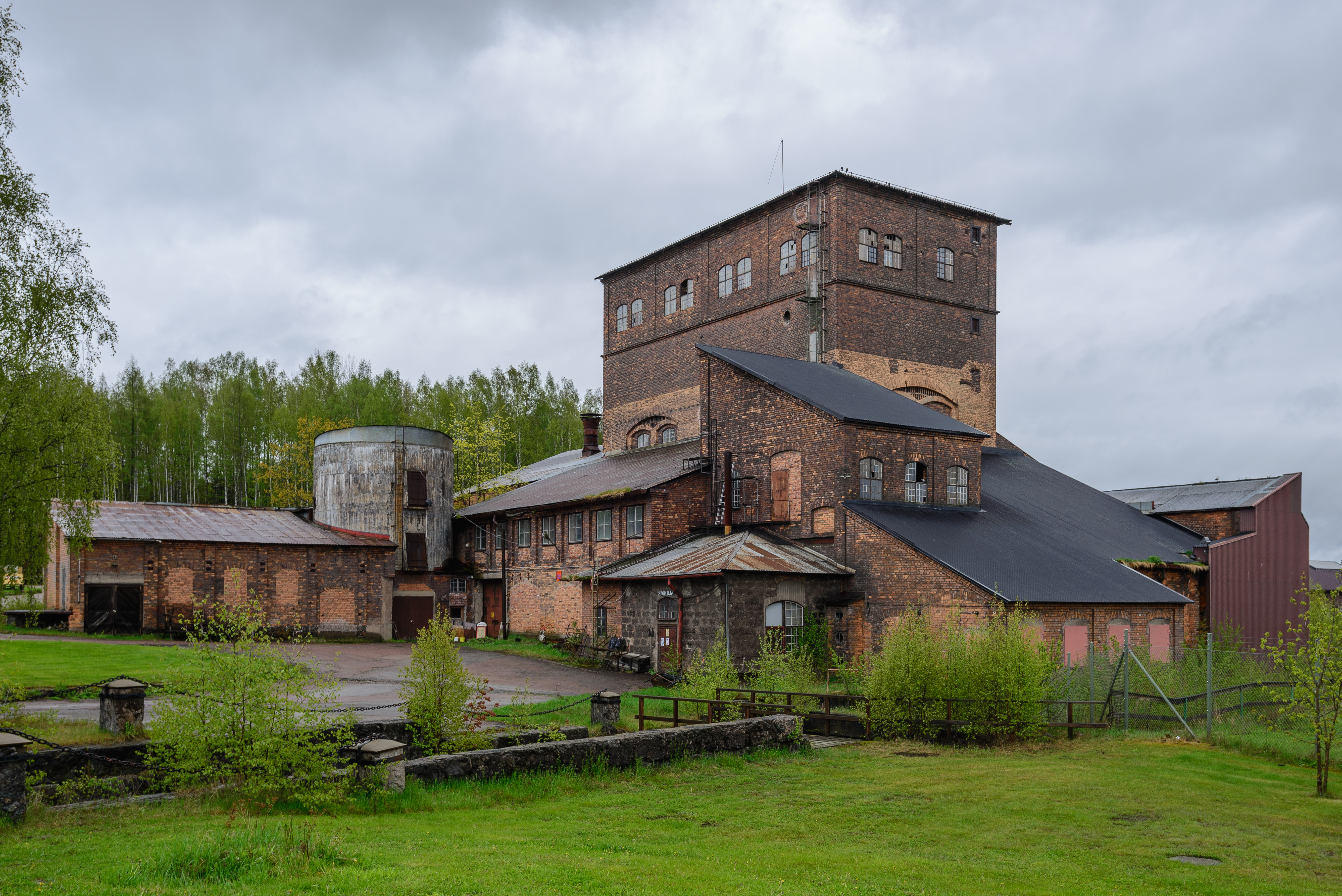
Masugnen vid Klosterverken, vilken var i drift till 1948.

Långshyttan, tätort i Hedemora kommun i sydöstra Dalarna. Samhället, som ligger 20 km norr om Hedemora hade år 2015 1 609 invånare. 
Långshyttan är bruksort och centrum i ett gammalt järnbruksområde. Ortens stålindustri, Klosterverken, var en del av Klosters bruk och byggde sin tidiga framgång på Gustaf de Lavals innovationer. Bruket i Långshyttan var pionjärer inom den moderna typen av masugn, som kom på 1800-talet, och även inom tillverkning av rostfritt stål. Långshyttan är ett av besöksmålen på natur- och kulturleden Husbyringen.

## Namnet
Ortnamnet (1535 Longzhytthan) innehåller sjönamnet Lången och hytta, med betydelsen "smälthytta".

## Historik

### Långshyttans utveckling från bergsmansby till bruksort med järnverk
Långshyttan var från början en liten by, vars äldsta kända belägg är från 1427. Troligtvis fanns hytta vid nuvarande Långshytteån redan under 1400-talet. Det äldsta kända skriftliga belägget för namnet "Långshyttan" är från 1535. Under 1500-talet anlades också hammarsmedjor utmed ån, och år 1595 låg där inte mindre än fem smedjor. Under större delen av 1600-talet existerade två stycken hyttor parallellt i Långshyttan. Den ena blev dock utdömd av Bergskollegium på 1670-talet. De bergsmän som ägde andelar i anläggningarna vid Långshyttan lät ersätta den andra hyttan med en ny mulltimmerhytta på 1750-talet. Denna kom att kompletteras med en gasdriven rostugn i början av 1840-talet. Ägarna till Klosters bruk (liksom Långshyttan beläget i Husby socken) hade förvärvat andelar i Långshyttan sedan år 1805. Efter att den siste bergsmannen sålt sina andelar 1859 kom Långshyttan att vara helt i Klosters bruks ägo. De nya bruksägarna lade 1861 ned den gamla bergsmanshyttan, samtidigt som en ny hytta togs i drift vilken länge kom att vara Sveriges största. Ett bessemerverk anlades även samma år. Därmed var den moderna industrin i Långshyttan född.
Samhället kom naturligtvis att utvecklas i takt med industrin. Från att ha bestått av endast ett tiotal bondgårdar kom flera arbetarkaserner att uppföras för de omkring hundra arbetare som anställdes i och med bruksägarnas stora nysatsning. Flera av dessa arbetarkaserner finns fortfarande bevarade. 

### En modern industriort

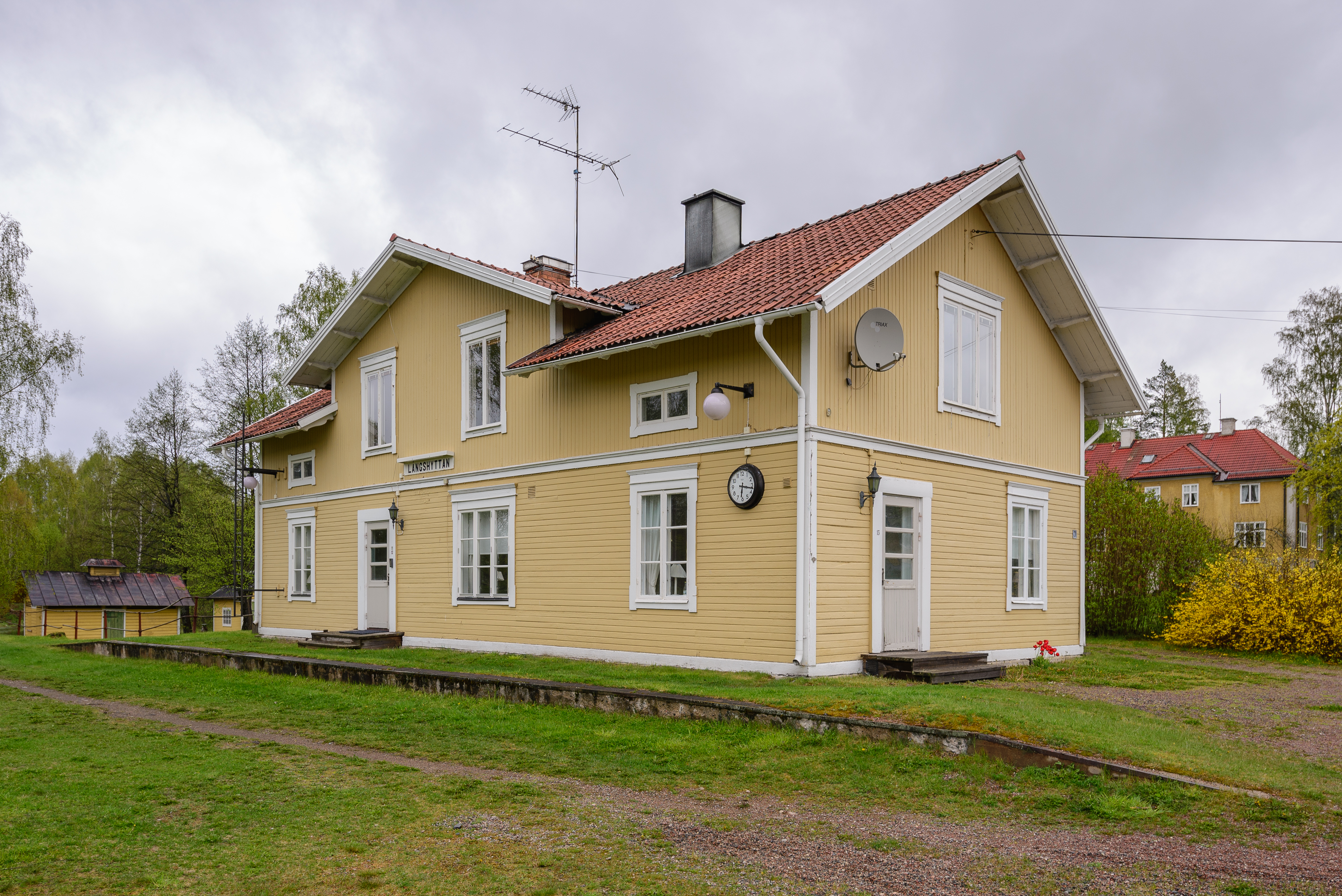
Den tidigare järnvägsstationen.

År 1871 köptes Christopher Polhems anrika Stjärnsunds bruk och därmed var all järnhantering i Husby socken samlad i det nybildade aktiebolaget Klosters AB. Strax därefter ombyggdes hyttan och en ånghammare anlades. Nästa stora utbyggnad kom 1883, då gjuteri, mekanisk verkstad och götvalsverk uppfördes. En kombinerad led med sjötransport och hästbana från Långshyttan via Stjärnsund till Borns station vid järnvägen Falun-Gävle ersattes 1891 med den smalspåriga järnvägen Byvalla-Långshyttans Järnväg till Byvalla vid Norra stambanan. År 1905 infördes martinprocessen vid Långshyttan. Vid det laget hade bruket växt om Stjärnsunds bruk i storlek och 1910 flyttades också förvaltningen för Klosters AB från Stjärnsund till Långshyttan. Klosters bruk var då sedan länge nedlagt. Ett pressverk och ett kallvalsverk tillkom 1919. Året därefter kunde också för första gången i Sverige "rostfritt järn" som tråd, plåt, stänger, varm- och kallvalsade band liksom "snabbstål" som stångstål framställas i Långshyttan. Trots dessa framgångar drabbades Klosters AB av ett par ekonomiskt svåra år vilket resulterade i att det 1927 blev införlivat i Fagerstakoncernen såsom Klosterverken. 
Parallellt med industrin hade samhället växt med bland annat många nya affärer och ett stort antal egnahem. Under 1940-talet började även modernare hyreshus att uppföras vilket gav den centrala delen av Långshyttan en stadsliknande karaktär med asfalterade raka gator och trottoarer.

### Samhällets tillbakagång under senare delen av 1900-talet

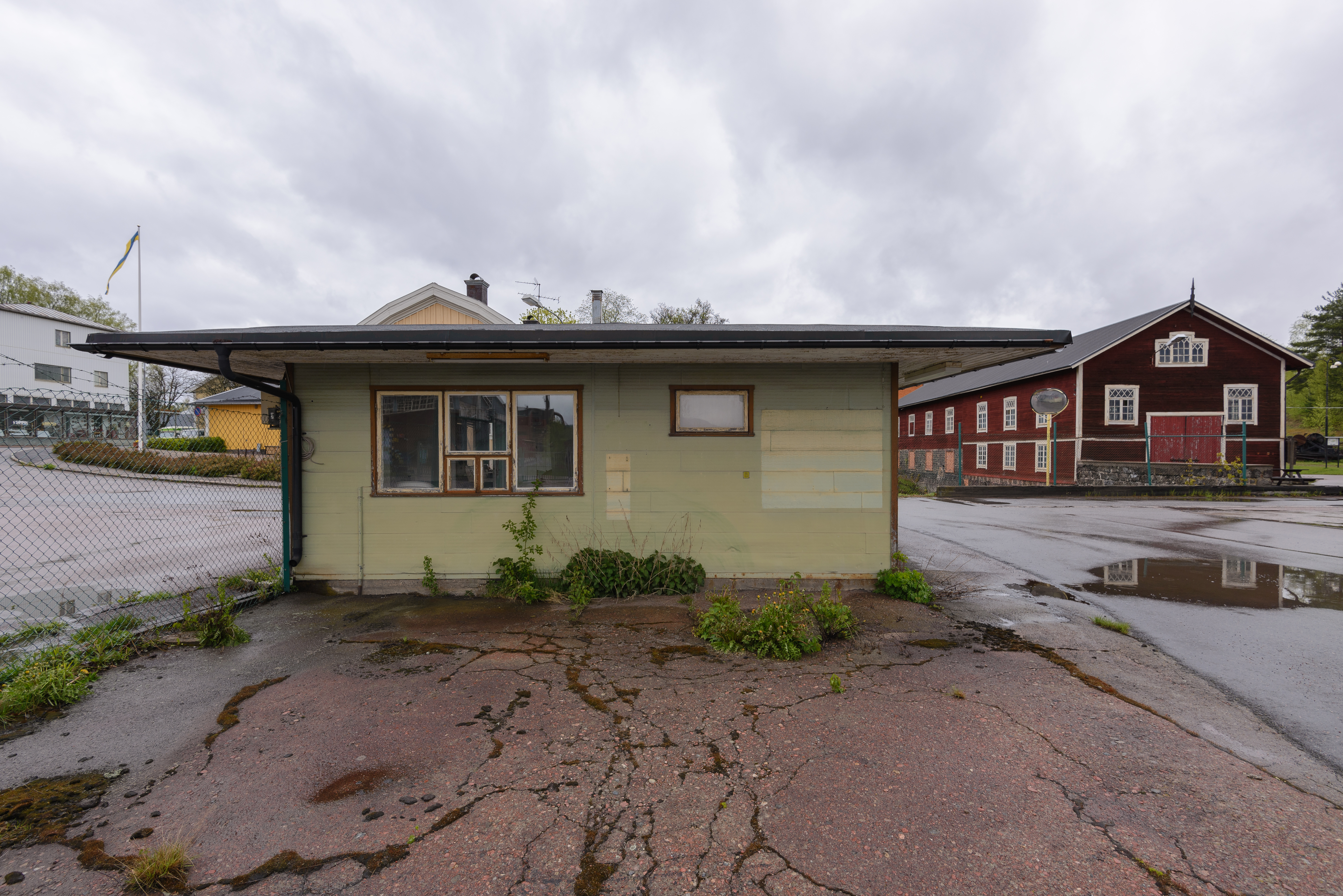
Entré till det gamla bruksområdet.

Tackjärnsproduktionen vid Långshyttan upphörde 1948 då hyttan blåstes ned för gott. Långshyttan benämndes då ensamt under namnet Klosterverken då Stjärnsunds bruk nedlagts några år tidigare. Byvalla-Långshyttans Järnväg lades ned 1964. Martinstålverket lades ned 1971. Med ca 850 anställda under 1970-talet så kom 1980-talets strukturrationaliseringar att påverka samhället starkt. Under 1982 sammanslogs snabbstålsdelen med Uddeholms dito i Söderfors varvid Kloster Speedsteel AB bildades. Efter att Fagersta Bruk (från 1971 under namnet Fagersta AB) upphört som sammanhållen koncern 1984 överfördes kallvalsverket 1985 till då nybildade Avesta AB. Genom ägarskiften har Kloster Speedsteel senare kommit att bli Erasteel Kloster AB och Avesta AB blivit Outokumpu Stainless. 
I februari 2014 beslutade Outokumpu, Långshyttans största arbetsgivare med 170 anställda, att lägga ner sin verksamhet på orten.

### Återhämtning på 2020-talet
Efter avvecklingen av valsverket övertogs de stora lokalerna av Setra group. Setra använder lokalerna för tillverkning av väggar och annan inredning av korslimmat trä; även för större hus i flera våningar, skolor och äldreboenden. Setra group planerar att bygga en pelletsfabrik i Långshyttan med produktionsstart under år 2023 som använder spill från tillverkningen av korslimmat trä som råvara.

### Befolkningsutveckling
| Befolkningsutvecklingen i Långshyttan 1950–2020 | Befolkningsutvecklingen i Långshyttan 1950–2020 | Befolkningsutvecklingen i Långshyttan 1950–2020 | Befolkningsutvecklingen i Långshyttan 1950–2020 | Befolkningsutvecklingen i Långshyttan 1950–2020 |
| ----------------------------------------------- | ----------------------------------------------- | ----------------------------------------------- | ----------------------------------------------- | ----------------------------------------------- |
|                                                 |                                                 |                                                 |                                                 |                                                 |
| År                                              |                                                 |                                                 | Folkmängd                                       | Areal (ha)                                      |
| 1950                                            | 1950                                            |                                                 | 2 345                                           |                                                 |
| 1960                                            | 1960                                            |                                                 | 3 298                                           |                                                 |
| 1965                                            | 1965                                            |                                                 | 2 926                                           |                                                 |
| 1970                                            | 1970                                            |                                                 | 2 793                                           |                                                 |
| 1975                                            | 1975                                            |                                                 | 2 744                                           |                                                 |
| 1980                                            | 1980                                            |                                                 | 2 799                                           |                                                 |
| 1990                                            | 1990                                            |                                                 | 2 360                                           | 325                                             |
| 1995                                            | 1995                                            |                                                 | 2 146                                           | 327                                             |
| 2000                                            | 2000                                            |                                                 | 1 882                                           | 327                                             |
| 2005                                            | 2005                                            |                                                 | 1 764                                           | 327                                             |
| 2010                                            | 2010                                            |                                                 | 1 671                                           | 328                                             |
| 2015                                            | 2015                                            |                                                 | 1 609                                           | 291                                             |
| 2020                                            | 2020                                            |                                                 | 1 440                                           | 282                                             |
| Anm.: Nordviken utbruten 2020                   |                                                 |                                                 |                                                 |                                                 |

## Samhället

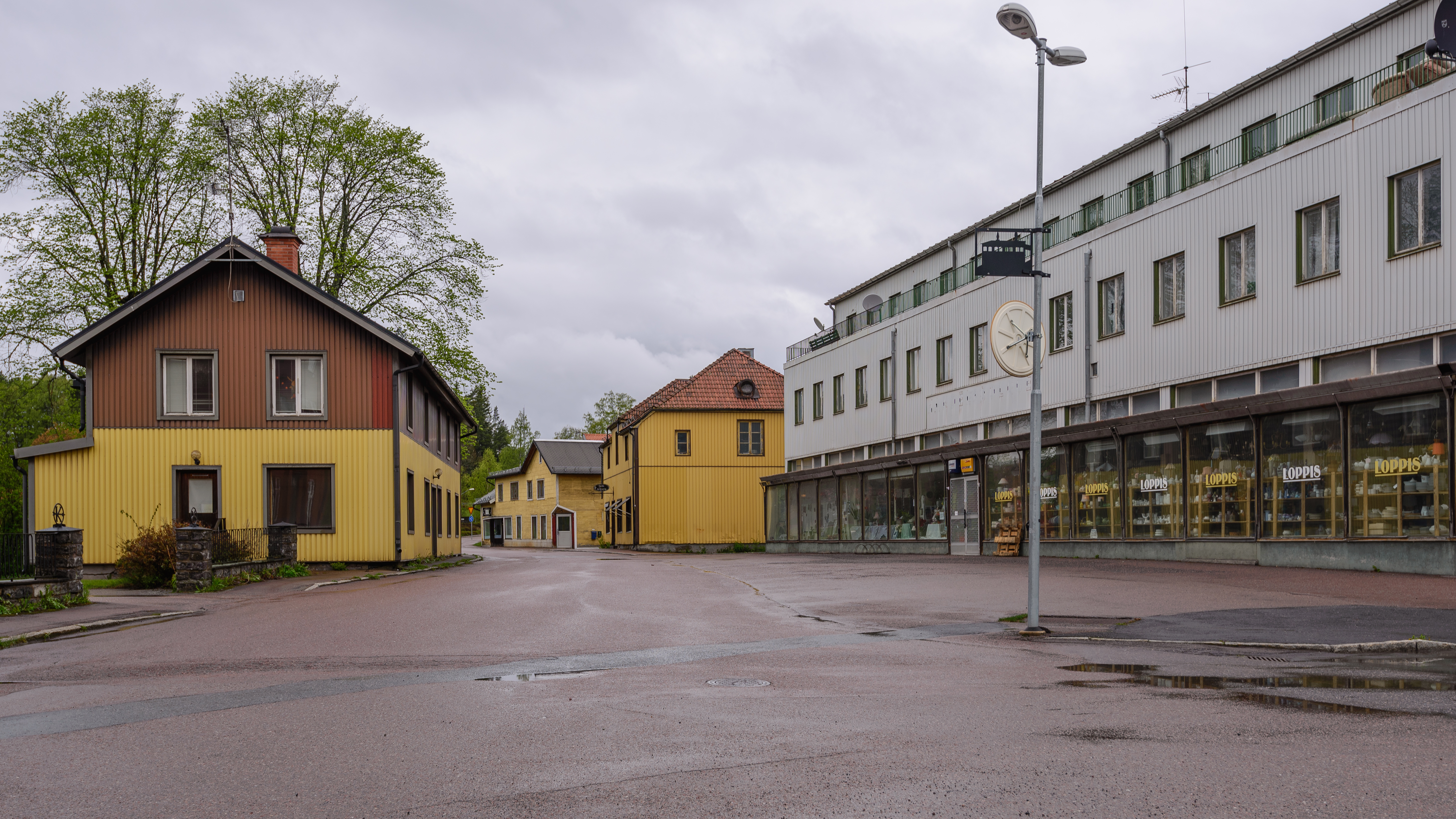
Bebyggelse i samhället 2015.

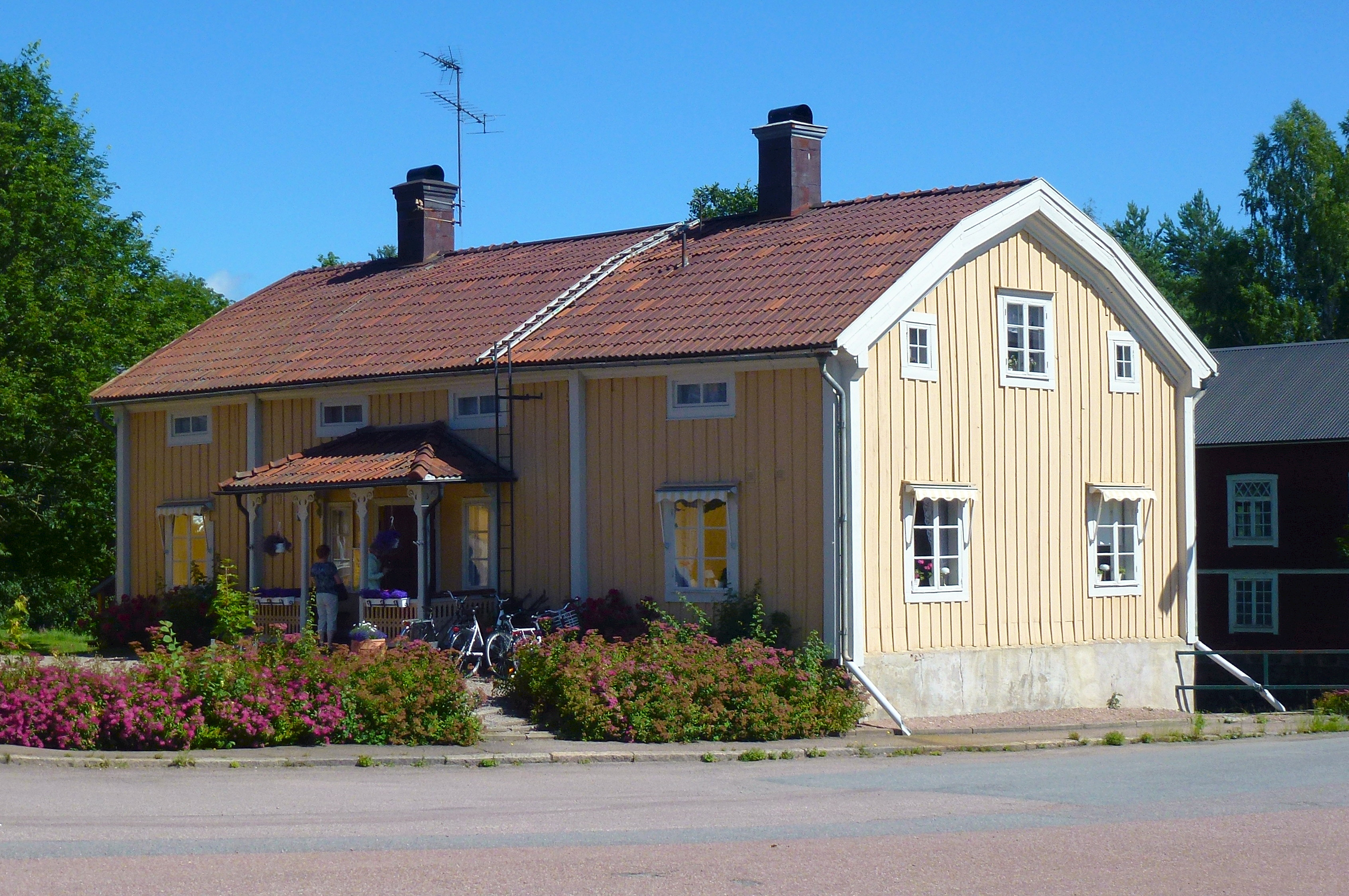
Bengtsgården 2015.

I Långshyttan finns bland annat grundskola, sporthall, ishall, vårdcentral, äldreboende liksom även apotek. Långshyttans kyrka invigdes så sent som 1952. En begravningsplats med gravkapell och klockstapel har dock funnits sedan 1928.
På orten finns även ett välbesökt brukshotell som byggdes 1856 som bostad åt dåvarande disponent.

## Sevärdheter
Bengtsgården, som ägs av Långshyttan Brukshistoriska förening, är en mycket välbevarad bergsmansgård. Där bodde den siste bergsmannen i Långshyttan, Bengts Gustav Janssons. Brukshotellet uppfört 1856 som förvaltarbostad ligger i en park där stora gamla valsverksmaskiner finns uppställda. Modellkammaren, som tidigare var Långshyttans bruksmuseum är en liten byggnad uppförd i slaggsten som ligger i hotellparken. Där fanns många modeller och bilder som skildrar järnets och bygdens historia men är numera flyttade till bruksområdet. Slaggstensbyggnaden är numera en konferensanläggning knuten till Brukshotellet.
Bland äldre industrihistoriska minnesmärken finns den väl bevarade mulltimmerhyttan från 1700-talet som nedlades 1861. Den innehåller numera industrimuseum med bland annat äldre valsverk, valssvarvar, brandsprutor, ånglok, verktyg och gamla rådsstugan. Inom det gamla bruksområdet finns också en rekonstruerad smedja. 
I Klosterparken står en bessemerkonverter uppställd. Även den sista hyttan som nedlades 1948 är bevarad till det yttre, invändigt är dock själva hyttpipan är riven. Av det järnverk som byggdes upp kring denna i slutet av 1800- och början 1900-talet finns emellertid inte mycket kvar. Av martinstålverket återstår bara en gavel.

### Bilder, mulltimmerhyttan

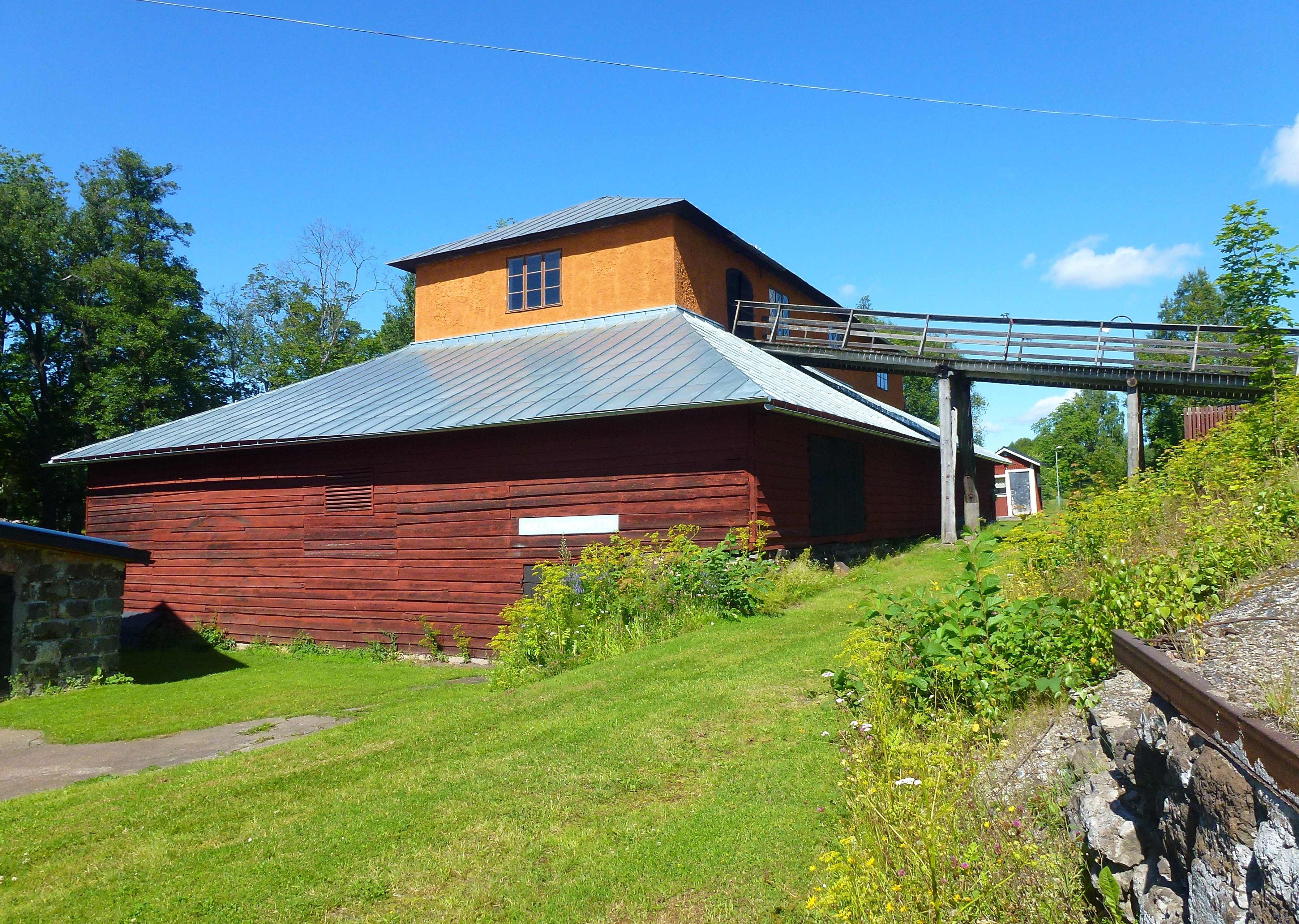
Långshyttans mulltimmerhytta
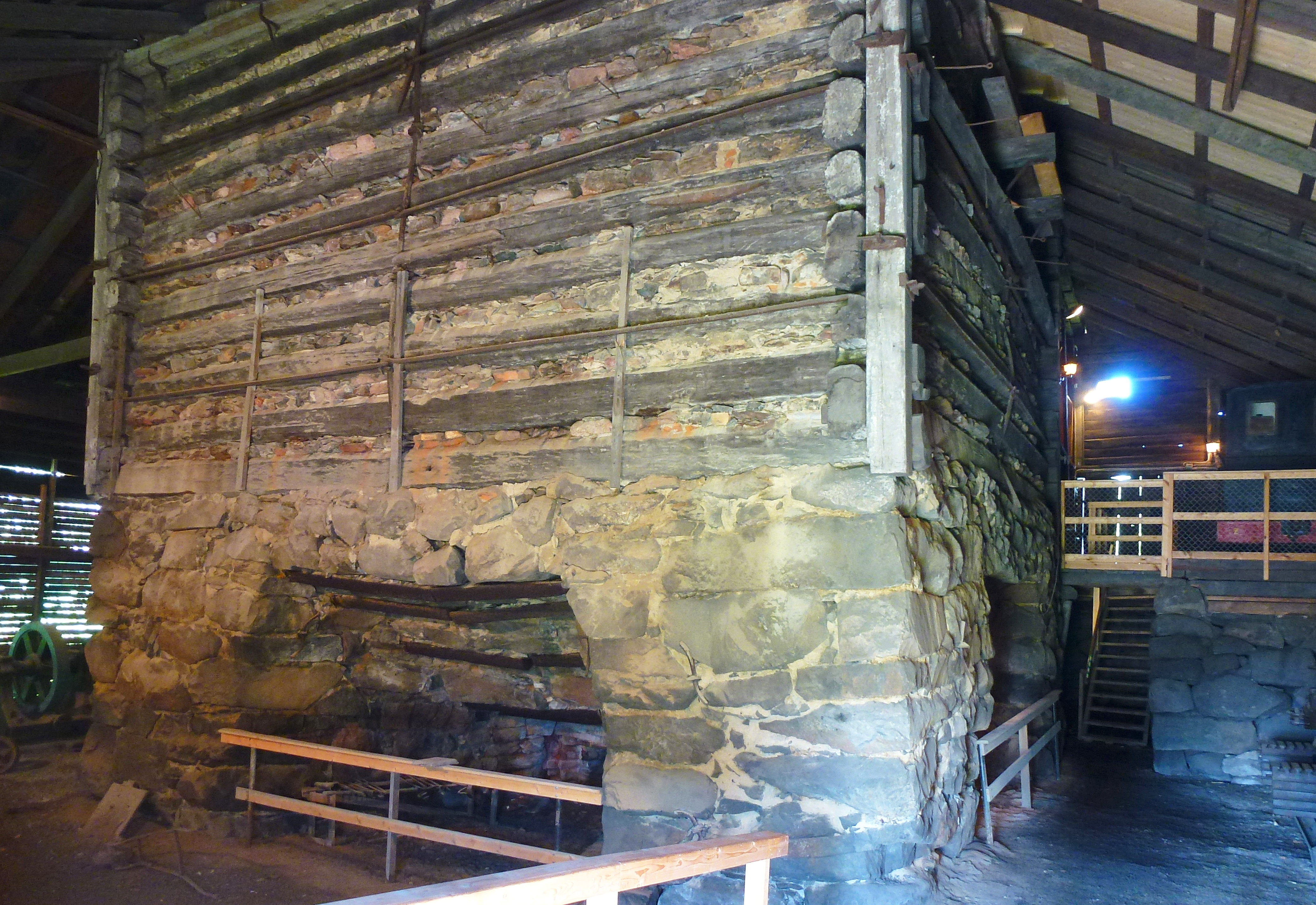
Masugnen
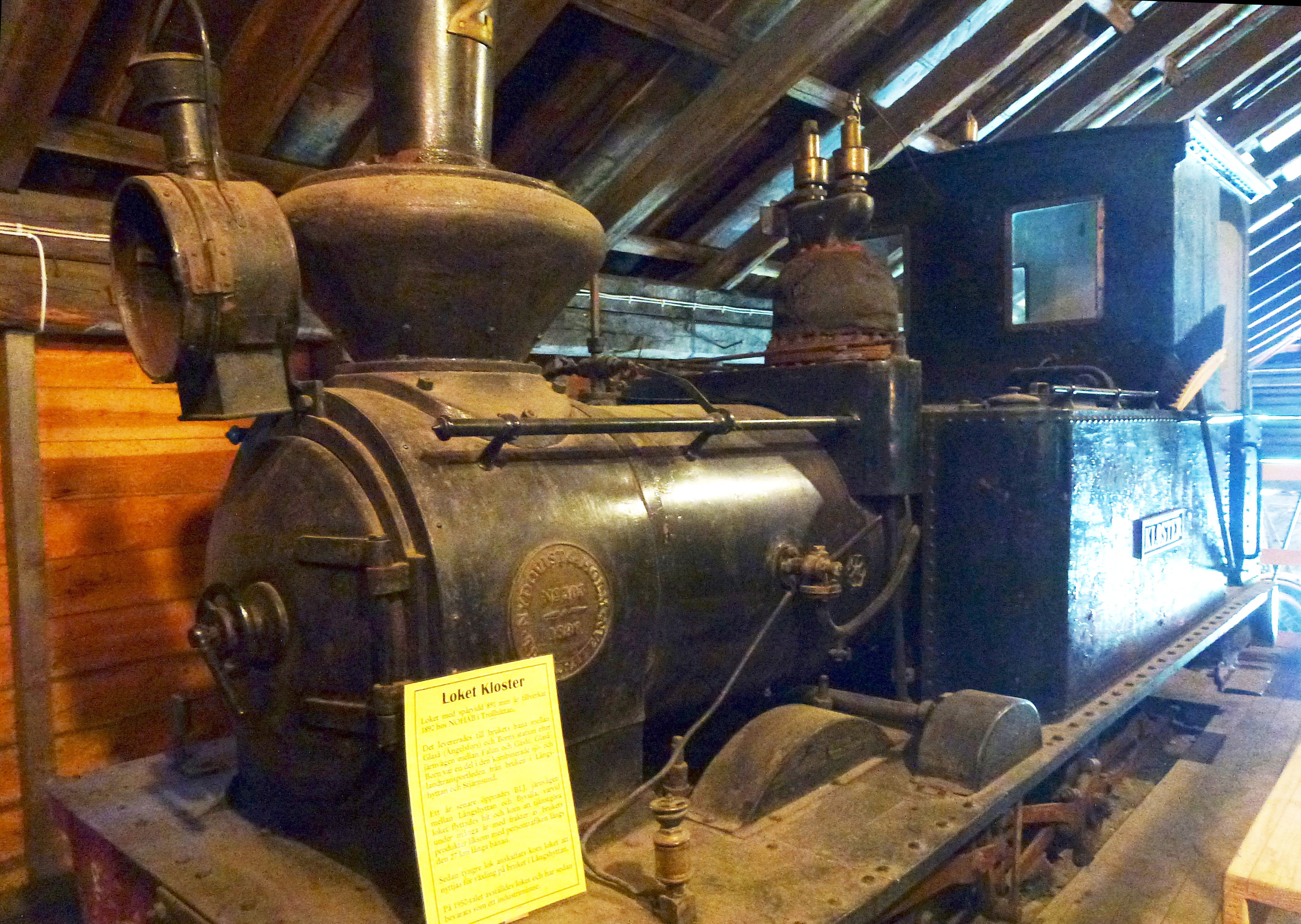
Loket "Kloster"
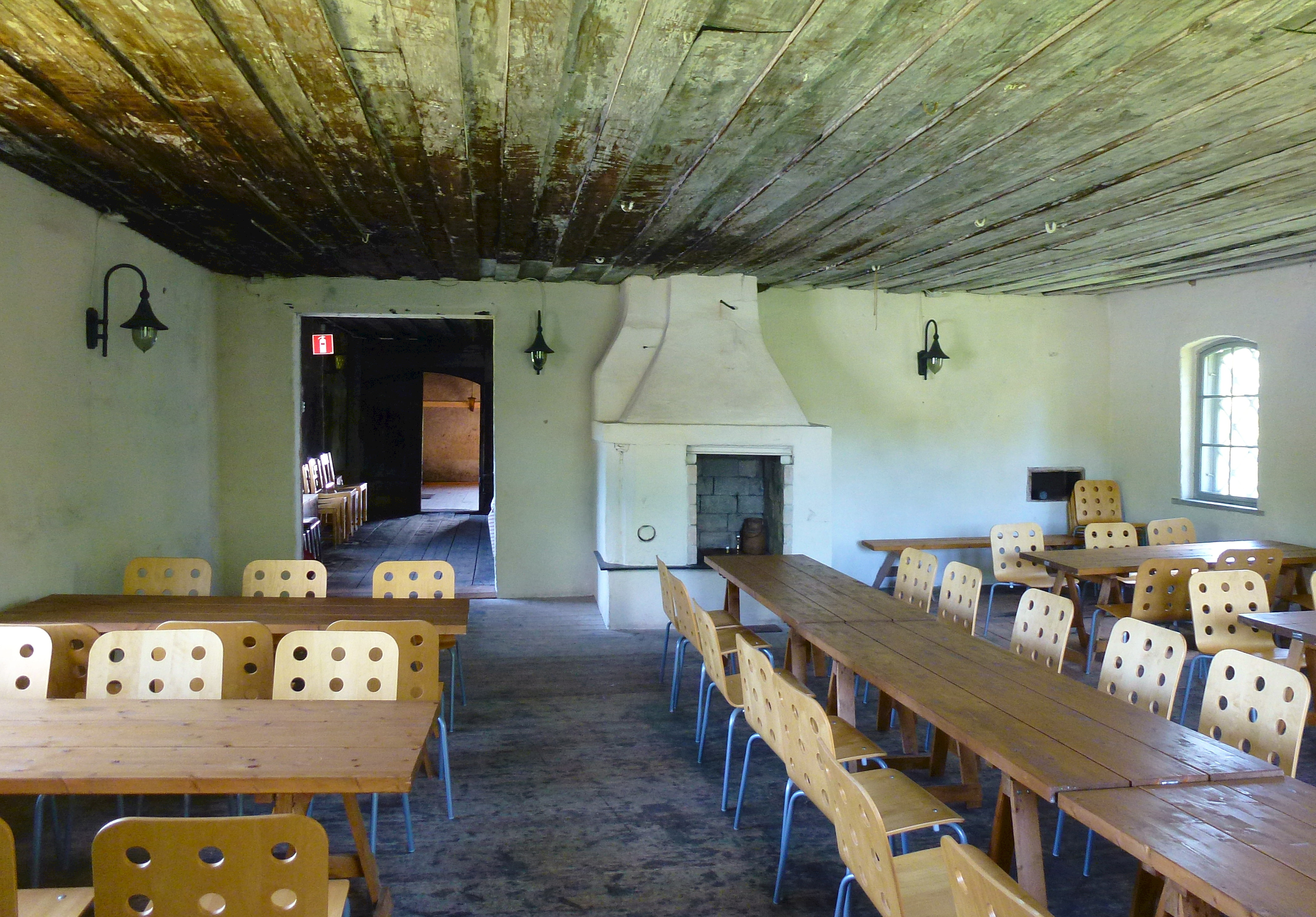
Rådsalen

### Fotnoter
1. 1 2  Statistiska tätorter 2023, befolkning, landareal, befolkningstäthet per tätort, SCB, 28 november 2024, läs online.[källa från Wikidata]
2. ↑  Statistikdatabasen : Landareal per tätort, folkmängd och invånare per kvadratkilometer. Vart femte år 1960–2015, SCB, läs online, läst: 28 januari 2017.[källa från Wikidata]
3. ↑  Kodnyckel för SCB:s statistiska tätorter och småorter - Koppling mellan gammalt och nytt kodsystem, SCB, 11 november 2021, läs online.[källa från Wikidata]
4. ↑  Bo Joffer (13 februari 2014). ”Outokumpus krisplan hjälpte inte”. Södra Dalarnes Tidning.
5. ↑  Setra startar pelletstillverkning i Långshyttan, Energinyheter.se 20 sept. 2022
6. ↑  ”Det här är korslimmat trä, KL-trä / CLT  Det här är korslimmat Trä, SETRA”. Arkiverad från originalet den 31 oktober 2022. https://web.archive.org/web/20221031151343/https://www.setragroup.com/sv/det-har-ar-korslimmat-tra-kl-tra/?gclid=CjwKCAjw5P2aBhAlEiwAAdY7dNWM9UlBt4t1fskalIc7OUUbE649qG5AAIHnb2SHbpPE5dISFqwMphoCsMIQAvD_BwE. Läst 31 oktober 2022.
7. ↑  ”Landareal per tätort, folkmängd och invånare per kvadratkilometer. Vart femte år 1960 - 2016”. Statistiska centralbyrån. Arkiverad från originalet den 13 juni 2017. https://web.archive.org/web/20170613011648/http://www.statistikdatabasen.scb.se/pxweb/sv/ssd/START__MI__MI0810__MI0810A/LandarealTatort/?rxid=ff9309f9-7ecb-480f-a73c-08d86b3e56f8. Läst 18 maj 2017.
8. ↑  ”Folkräkningen den 31 december 1950, totala räkningen folkmängd efter ålder och kön i kommuner, församlingar och tätorter, statistiska centralbyrån 1954”. Arkiverad från originalet den 23 juni 2011. https://www.webcitation.org/5zewoamwt?url=http://www.scb.se/statistik/MI/MI0810/2005A01x/MI0810_2005A01x_SM_MI38SM0703.pdf. Läst 1 februari 2014.